# Mistrzostwa Europy w Siatkówce Plażowej 2022
Mistrzostwa Europy w Siatkówce Plażowej 2022 odbyły się w dniach 15-21 sierpnia 2022 na Königsplatz w Monachium. Siatkówka plażowa była jedną z dyscyplin przewidzianych w programie Mistrzostw Europejskich rozgrywanych w tym mieście. W zmaganiach wzięło udział 128 siatkarzy i siatkarek z 19 krajów.

## Medaliści i medalistki
| Konkurencja                  | Złoto                                         | Srebro                                    | Brąz                                    |
| Turniej mężczyzn (szczegóły) | Szwecja · David Åhman · Jonatan Hellvig       | Czechy · Ondřej Perušič · David Schweiner | Norwegia · Anders Mol · Christian Sørum |
| Turniej kobiet (szczegóły)   | Łotwa · Anastasija Kravčenoka · Tīna Graudiņa | Szwajcaria · Tanja Hüberli · Nina Brunner | Holandia · Katja Stam · Raïsa Schoon    |

## Klasyfikacja medalowa
*   Gospodarz ( Niemcy)
| Miejsce | Reprezentacja | Złoto | Srebro | Brąz | Razem |
| ------- | ------------- | ----- | ------ | ---- | ----- |
| 1       | Łotwa         | 1     | 0      | 0    | 1     |
| 1       | Szwecja       | 1     | 0      | 0    | 1     |
| 3       | Czechy        | 0     | 1      | 0    | 1     |
| 3       | Szwajcaria    | 0     | 1      | 0    | 1     |
| 5       | Norwegia      | 0     | 0      | 1    | 1     |
| 5       | Holandia      | 0     | 0      | 1    | 1     |
| Razem   | Razem         | 2     | 2      | 2    | 6     |